# Ernest Vandiver
Samuel Ernest Vandiver, Jr., född 3 juli 1918 i Canon, Georgia, död 21 februari 2005 i Lavonia, Georgia, var en amerikansk politiker (demokrat). Han var Georgias viceguvernör 1955–1959 och därefter guvernör 1959–1963.
Vandiver avlade juristexamen vid University of Georgia och tjänstgjorde i US Army Air Forces i andra världskriget. Han gifte sig med senator Richard Russells brorsdotter Betty Russell. I guvernörsvalet 1946 stödde Vandiver Eugene Talmadge. Efter Talmadges död efter valet men innan guvernörsinstallationen stödde han sonen Herman Talmadge som valdes till guvernör av delstatens lagstiftande församling. Under guvernör Marvin Griffin var Vandiver viceguvernör i fyra år.
Vandiver efterträdde 1959 Griffin som guvernör och efterträddes 1963 av Carl Sanders. I valkampanjen hade han sagt att inte en enda svart elev får gå i en vit skola men de federala myndigheterna inledde integreringen av utbildningssektorn och Vandiver var tvungen att ta en mera praktisk hållning i frågan. I guvernörsvalet 1966 avbröt Vandiver sin kampanj på grund av en hjärtinfarkt. Han avled 2005 och gravsattes på Lavonia-Burgess City Cemetery i Lavonia. Vandivers dotter Jane Vandiver Kidd har varit ordförande för demokraterna i Georgia.